# Ричардс-Кортум, Ребекка
Ребекка Ричардс-Кортум (Rebecca Richards-Kortum; род. 1964, штат Небраска) — американский биоинженер. Член Национальных Академии наук (2015) и Инженерной академии (2008) США, а также Американского философского общества (2017). Доктор философии (1990). Университетский профессор (Malcolm Gillis University Professor) Университета Райса и директор-основатель его Rice 360° Institute for Global Health.
Научный посланник США (U.S. Science Envoy) с июня 2018 года.
В 2017 году названа в числе 50 ведущих мировых лидеров по версии журнала «Fortune».

## Биография
Окончила Университет Небраски-Линкольна (бакалавр физики и математики, 1985). Степени магистра физики (1987) и доктора философии по медицинской физике (1990) получила в Массачусетском технологическом институте.
Профессор Медицинского института Говарда Хьюза (2002).
С 2005 года — в штате Университета Райса, где заведовала кафедрой биоинженерии (2005—2008, 2012—2014) и являлась директором Института бионаук и биоинженерии, а в 2014 году стала первой женщиной — Университетским профессором (Malcolm Gillis University Professor). Также там же является советником ректора и директором-основателем Rice 360° Institute for Global Health.
Член Американской академии искусств и наук (2015) и Национальной академии изобретателей (2014).
Фелло American Institute for Medical and Biological Engineering (2000), Американской ассоциации содействия развитию науки (2008), Biomedical Engineering Society (2008), Оптического общества (2014).
Старший член IEEE (2007), OSA (2012), SPIE (2016).
Автор более 315 рецензированных научных работ и 13 глав в книгах.
Автор учебника «Biomedical Engineering for Global Health» (Cambridge University Press, 2010).
Замужем, три сына и три дочери.

## Награды и отличия
- Presidential Young Investigator, Национальный научный фонд (1991)
- Presidential Faculty Fellow, Национальный научный фонд (1992)
- Becton Dickinson Career Achievement Award, Association for the Advancement of Medical Instrumentation[англ.] (1992)
- Y.C. Fung Young Investigator Award, Американское общество инженеров-механиков (1999)
- Sharon Keillor Award for Women in Engineering Education[англ.] (2004)
- Chester F. Carlson Award, American Society for Engineering Education[англ.] (2007)
- Vice President Recognition Award, IEEE (2008)
- Pritzker Distinguished Scientist and Lecturer, Biomedical Engineering Society[англ.] (2010)
- Celebrating Women in Science Award, BioHouston, Inc. (2011)
- Women Leaders in Medicine Award, American Medical Student Association[англ.] (2012)
- Lemelson–MIT Prize (2013)
- Michael S. Feld Biophotonics Award Оптического общества (2014)
- George R. Brown Award for Superior Teaching, Association of Rice Alumni (2014, 2016)
- Pierre Galletti Award, American Institute for Medical and Biological Engineering[англ.] (2016, первая удостоенная женщина)[5]
- Стипендия Мак-Артура (2016)[11]
- Силлимановская лекция (2017)
- Введена в Национальный зал славы изобретателей (2019)[12]